# Стекло ZBLAN

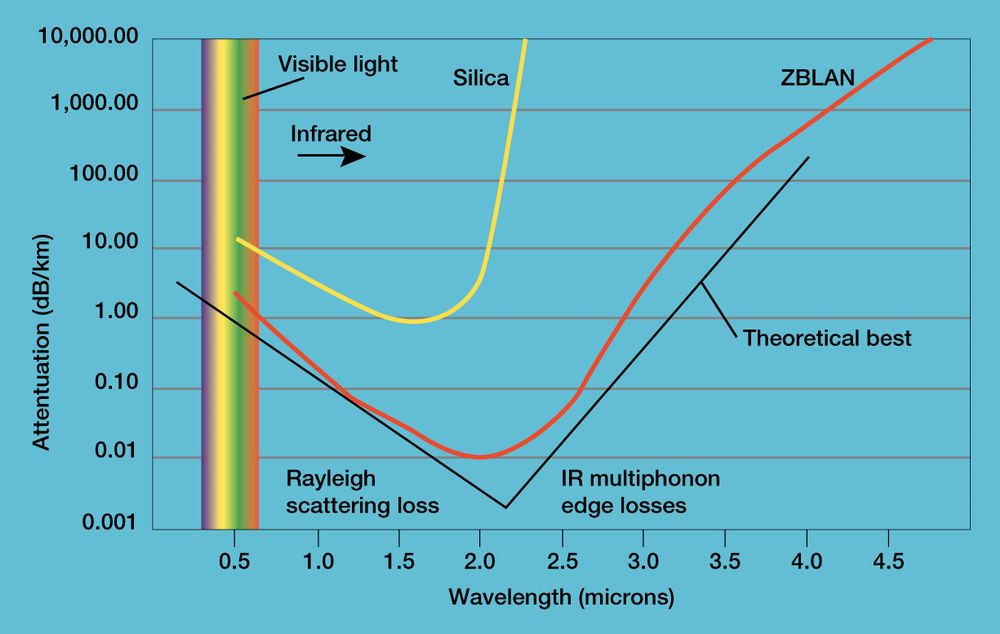
Поглощение света стеклом ZBLAN

ZBLAN — группа стёкол состава ZrF4-BaF2-LaF3-AlF3-NaF.  Относится к стёклам на основе фторидов тяжёлых металлов, открытых в 1974 году Мишелем Пуле из Университета Ренна во Франции. Включает в себя класс волокон ZBLAN.
Стекло ZBLAN обладает широким окном прозрачности от 0,3 мкм в ультрафиолете до 7 мкм в инфракрасном диапазоне, малым показателем преломления (1,50), относительно низкой температурой стеклования около 260 °C, малой дисперсией и малым и отрицательным соотношением dn/dT (температурная зависимость показателя преломления). Оно является наиболее стабильным флюоридным стеклом и обычно используется в волоконной оптике. Преимуществами стёкол ZBLAN перед другими материалами, такими как кремний, является высокий коэффициент пропускания в инфракрасном диапазоне. Но при этом они довольно хрупкие и чувствительные к влажности.